# Championnats du Canada de patinage artistique

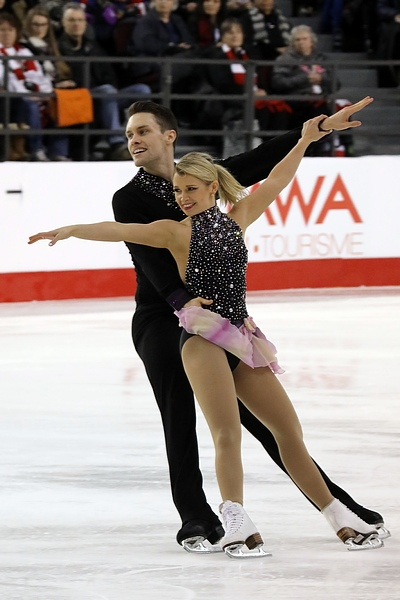
Kirsten Moore-Towers et Michael Marinaro lors des championnats 2017

Les Championnats du Canada de patinage artistique ont lieu chaque année, habituellement en janvier. Cette compétition organisée par Patinage Canada permet de sélectionner les patineurs qui iront aux Championnats du monde, aux Championnats du monde junior. Également, les championnats servent de sélection pour l'équipe nationale et l'équipe nationale junior. Lors d'une année olympique, les participants aux Jeux sont déterminés par cette compétition.
Les patineurs qui se rendent aux Championnats du Canada se sont qualifiés au préalable par l'intermédiaire des 13 Championnats de section et des compétitions Défi de l'Ouest et de l'Est.

## Palmarès
| Date      | Lieu                                                           | Messieurs                                                      | Dames                                                          | Couples                                                        | Danse                                                          |
| --------- | -------------------------------------------------------------- | -------------------------------------------------------------- | -------------------------------------------------------------- | -------------------------------------------------------------- | -------------------------------------------------------------- |
| 1905      |                                                                | Ormond Haycock                                                 | Anne Ewan                                                      | Katherine Haycock / Ormond Haycock                             |                                                                |
| 1906      |                                                                | Ormond Haycock                                                 | Aimee Haycock                                                  | Katherine Haycock / Ormond Haycock                             |                                                                |
| 1907      | Pas de compétition                                             | Pas de compétition                                             | Pas de compétition                                             | Pas de compétition                                             | Pas de compétition                                             |
| 1908      |                                                                | Ormond Haycock                                                 | Aimee Haycock                                                  | Aimee Haycock / Ormond Haycock                                 |                                                                |
| 1909      | Pas de compétition                                             | Pas de compétition                                             | Pas de compétition                                             | Pas de compétition                                             | Pas de compétition                                             |
| 1910      |                                                                | Douglas H. Nelles                                              | Iris Mudge                                                     | Lady Evelyn Grey / Ormond Haycock                              |                                                                |
| 1911      |                                                                | Ormond Haycock                                                 | Lady Evelyn Grey                                               | Lady Evelyn Grey / Ormond Haycock                              |                                                                |
| 1912      |                                                                | Douglas H. Nelles                                              | Eleanor Kingford                                               | Eleanor Kingford / Douglas Nelles                              |                                                                |
| 1913      |                                                                | Philip Chrysler                                                | Eleanor Kingford                                               | Muriel Burrows / Andrew Gordon McLennan                        |                                                                |
| 1914      | Montréal                                                       | Norman Scott                                                   | Muriel Maunsell                                                | Jeanne Chevalier / Norman Scott                                |                                                                |
| 1915-1919 | Compétitions annulées en raison de la Première Guerre mondiale | Compétitions annulées en raison de la Première Guerre mondiale | Compétitions annulées en raison de la Première Guerre mondiale | Compétitions annulées en raison de la Première Guerre mondiale | Compétitions annulées en raison de la Première Guerre mondiale |
| 1920      |                                                                | Norman Scott                                                   | Jeanne Chevalier                                               | Alden Godwin / Douglas Nelles                                  |                                                                |
| 1921      |                                                                | Duncan Hodgson                                                 | Jeanne Chevalier                                               | Beatrice MacDougall / Allan Howard                             |                                                                |
| 1922      | Ottawa                                                         | Duncan Hodgson                                                 | Dorothy Jenkins                                                | Alden Godwin / Andrew Gordon McLennan                          |                                                                |
| 1923      |                                                                | Melville Rogers                                                | Dorothy Jenkins                                                | Marjorie Anable / Duncan Hodgson                               |                                                                |
| 1924      |                                                                | John Machado                                                   | Constance Wilson                                               | Elizabeth Blair / John Machado                                 |                                                                |
| 1925      |                                                                | Melville Rogers                                                | Cecil Smith                                                    | Gladys Rogers / Melville Rogers                                |                                                                |
| 1926      |                                                                | Melville Rogers                                                | Cecil Smith                                                    | Constance Wilson / Errol Morson                                |                                                                |
| 1927      |                                                                | Melville Rogers                                                | Constance Wilson                                               | Marion McDougall / Chauncey Bangs                              |                                                                |
| 1928      |                                                                | Melville Rogers                                                | Margot Barclay                                                 | Marion McDougall / Chauncey Bangs                              |                                                                |
| 1929      |                                                                | Montgomery Wilson                                              | Constance Wilson                                               | Constance Wilson / Montgomery Wilson                           |                                                                |
| 1930      |                                                                | Montgomery Wilson                                              | Constance Wilson                                               | Constance Wilson / Montgomery Wilson                           |                                                                |
| 1931      |                                                                | Montgomery Wilson                                              | Constance Wilson                                               | Frances Claudet / Chauncey Bangs                               |                                                                |
| 1932      |                                                                | Montgomery Wilson                                              | Constance Wilson                                               | Constance Wilson / Montgomery Wilson                           |                                                                |
| 1933      |                                                                | Montgomery Wilson                                              | Constance Wilson                                               | Constance Wilson / Montgomery Wilson                           |                                                                |
| 1934      |                                                                | Montgomery Wilson                                              | Constance Wilson                                               | Constance Wilson / Montgomery Wilson                           |                                                                |
| 1935      |                                                                | Montgomery Wilson                                              | Constance Wilson                                               | Louise Bertram / Stewart Reburn                                |                                                                |
| 1936      |                                                                | Osborne Colson                                                 | Eleanor O'Meara                                                | Veronica Clarke / Ralph McCreath                               |                                                                |
| 1937      |                                                                | Osborne Colson                                                 | Dorothy Caley                                                  | Veronica Clarke / Ralph McCreath                               |                                                                |
| 1938      |                                                                | Montgomery Wilson                                              | Eleanor O'Meara                                                | Veronica Clarke / Ralph McCreath                               |                                                                |
| 1939      |                                                                | Montgomery Wilson                                              | Mary Rose Thacker                                              | Norah McCarthy / Ralph McCreath                                |                                                                |
| 1940      | Ottawa                                                         | Ralph McCreath                                                 | Norah McCarthy                                                 | Norah McCarthy / Ralph McCreath                                |                                                                |
| 1941      | Montréal                                                       | Ralph McCreath                                                 | Mary Rose Thacker                                              | Eleanor O'Meara / Ralph McCreath                               |                                                                |
| 1942      | Winnipeg                                                       | Michael Kirby                                                  | Mary Rose Thacker                                              | Eleanor O'Meara / Sandy McKechnie                              |                                                                |
| 1943      | Compétitions annulées en raison de la Deuxième Guerre mondiale | Compétitions annulées en raison de la Deuxième Guerre mondiale | Compétitions annulées en raison de la Deuxième Guerre mondiale | Compétitions annulées en raison de la Deuxième Guerre mondiale | Compétitions annulées en raison de la Deuxième Guerre mondiale |
| 1944      | Toronto                                                        | Titre non décerné                                              | Barbara Ann Scott                                              | Titre non décerné                                              |                                                                |
| 1945      | Toronto                                                        | Nigel Stephens                                                 | Barbara Ann Scott                                              | Olga Bernyk / Alex Fulton                                      |                                                                |
| 1946      | Toronto                                                        | Ralph McCreath                                                 | Barbara Ann Scott                                              | Joyce Perkins / Wallace Distelmeyer                            |                                                                |
| 1947      | Toronto                                                        | Norris Bowden                                                  | Marilyn Ruth Take                                              | Suzanne Morrow / Wallace Distelmeyer                           | Joyce Perkins / Bruce Hyland                                   |
| 1948      | Calgary                                                        | Wallace Distelmeyer                                            | Barbara Ann Scott                                              | Suzanne Morrow / Wallace Distelmeyer                           | Suzanne Morrow / Wallace Distelmeyer                           |
| 1949      | Ottawa                                                         | Roger Wickson                                                  | Suzanne Morrow                                                 | Marlene Smith / Donald Gilchrist                               | Joyce Perkins / Bruce Hyland                                   |
| 1950      | Saint Catharines                                               | Roger Wickson                                                  | Suzanne Morrow                                                 | Marlene Smith / Donald Gilchrist                               | Pierrette Paquin / Donald Tobin                                |
| 1951      | Vancouver                                                      | Peter Firstbrook                                               | Suzanne Morrow                                                 | Jane Kirby / Donald Tobin                                      | Pierrette Paquin / Donald Tobin                                |
| 1952      | Oshawa                                                         | Peter Firstbrook                                               | Marlene Smith                                                  | Frances Dafoe / Norris Bowden                                  | Frances Dafoe / Norris Bowden                                  |
| 1953      | Ottawa                                                         | Peter Firstbrook                                               | Barbara Gratton                                                | Frances Dafoe / Norris Bowden                                  | Frances Abbott / David Ross                                    |
| 1954      | Calgary                                                        | Charles Snelling                                               | Barbara Gratton                                                | Frances Dafoe / Norris Bowden                                  | Doreen Leech / Norman Walker                                   |
| 1955      | Toronto                                                        | Charles Snelling                                               | Carole Jane Pachl                                              | Frances Dafoe / Norris Bowden                                  | Lindis Johnston / Jeffrey Johnston                             |
| 1956      | Galt                                                           | Charles Snelling                                               | Carole Jane Pachl                                              | Barbara Wagner / Robert Paul                                   | Lindis Johnston / Jeffrey Johnston                             |
| 1957      | Winnipeg                                                       | Charles Snelling                                               | Carole Jane Pachl                                              | Barbara Wagner / Robert Paul                                   | Geraldine Fenton / William McLachlan                           |
| 1958      | Ottawa                                                         | Charles Snelling                                               | Margaret Crosland                                              | Barbara Wagner / Robert Paul                                   | Geraldine Fenton / William McLachlan                           |
| 1959      | Noranda                                                        | Donald Jackson                                                 | Margaret Crosland                                              | Barbara Wagner / Robert Paul                                   | Geraldine Fenton / William McLachlan                           |
| 1960      | Regina                                                         | Donald Jackson                                                 | Wendy Griner                                                   | Barbara Wagner / Robert Paul                                   | Virginia Thompson / William McLachlan                          |
| 1961      | Lachine                                                        | Donald Jackson                                                 | Wendy Griner                                                   | Maria Jelinek / Otto Jelinek                                   | Virginia Thompson / William McLachlan                          |
| 1962      | Toronto                                                        | Donald Jackson                                                 | Wendy Griner                                                   | Maria Jelinek / Otto Jelinek                                   | Virginia Thompson / William McLachlan                          |
| 1963      | Edmonton                                                       | Donald McPherson                                               | Wendy Griner                                                   | Debbi Wilkes / Guy Revell                                      | Paulette Doan / Kenneth Ormsby                                 |
| 1964      | North Bay                                                      | Charles Snelling                                               | Petra Burka                                                    | Susan Huehnergard / Paul Huehnergard                           | Paulette Doan / Kenneth Ormsby                                 |
| 1965      | Calgary                                                        | Donald Knight                                                  | Petra Burka                                                    | Susan Huehnergard / Paul Huehnergard                           | Carole Forrest / Kevin Lethbridge                              |
| 1966      | Peterborough                                                   | Donald Knight                                                  | Petra Burka                                                    | Susan Huehnergard / Paul Huehnergard                           | Carole Forrest / Kevin Lethbridge                              |
| 1967      | Toronto                                                        | Donald Knight                                                  | Valerie Jones                                                  | Betty McKilligan / John McKilligan                             | Joni Graham / Don Philips                                      |
| 1968      | Vancouver                                                      | Jay Humphry                                                    | Karen Magnussen                                                | Betty McKilligan / John McKilligan                             | Joni Graham / Don Philips                                      |
| 1969      | Toronto                                                        | Jay Humphry                                                    | Linda Carbonnetto                                              | Anna Forder / Richard Stehens                                  | Donna Taylor / Bruce Lennie                                    |
| 1970      | Edmonton                                                       | David McGillivray                                              | Karen Magnussen                                                | Sandra Bezic / Val Bezic                                       | Mary Chruch / David Sutton                                     |
| 1971      | Winnipeg                                                       | Toller Cranston                                                | Karen Magnussen                                                | Sandra Bezic / Val Bezic                                       | Louise Lind / Barry Soper                                      |
| 1972      | London                                                         | Toller Cranston                                                | Karen Magnussen                                                | Sandra Bezic / Val Bezic                                       | Louise Lind / Barry Soper                                      |
| 1973      | Vancouver                                                      | Toller Cranston                                                | Karen Magnussen                                                | Sandra Bezic / Val Bezic                                       | Louise Soper / Barry Soper                                     |
| 1974      | Moncton                                                        | Toller Cranston                                                | Lynn Nightingale                                               | Sandra Bezic / Val Bezic                                       | Louise Soper / Barry Soper                                     |
| 1975      | Québec                                                         | Toller Cranston                                                | Lynn Nightingale                                               | Candy Jones / Don Fraser                                       | Barbara Berezowski / David Porter                              |
| 1976      | London                                                         | Toller Cranston                                                | Lynn Nightingale                                               | Candy Jones / Don Fraser                                       | Barbara Berezowski / David Porter                              |
| 1977      | Calgary                                                        | Ron Shaver                                                     | Lynn Nightingale                                               | Cheri Pinner / Dennis Pinner                                   | Susan Carscallen / Eric Gillies                                |
| 1978      | Victoria                                                       | Brian Pockar                                                   | Heather Kemkaran                                               | Sherri Baier / Robin Cowan                                     | Lorna Wighton / John Dowding                                   |
| 1979      | Thunder Bay                                                    | Brian Pockar                                                   | Janet Morrissey                                                | Barbara Underhill / Paul Martini                               | Lorna Wighton / John Dowding                                   |
| 1980      | Kitchener                                                      | Brian Pockar                                                   | Heather Kemkaran                                               | Barbara Underhill / Paul Martini                               | Lorna Wighton / John Dowding                                   |
| 1981      | Halifax                                                        | Brian Orser                                                    | Tracey Wainman                                                 | Barbara Underhill / Paul Martini                               | Marie McNeil / Robert McCall                                   |
| 1982      | Brandon                                                        | Brian Orser                                                    | Kay Thomson                                                    | Barbara Underhill / Paul Martini                               | Tracy Wilson / Robert McCall                                   |
| 1983      | Montréal                                                       | Brian Orser                                                    | Kay Thomson                                                    | Barbara Underhill / Paul Martini                               | Tracy Wilson / Robert McCall                                   |
| 1984      | Regina                                                         | Brian Orser                                                    | Kay Thomson                                                    | Katherina Matousek / Lloyd Eisler                              | Tracy Wilson / Robert McCall                                   |
| 1985      | Moncton                                                        | Brian Orser                                                    | Elizabeth Manley                                               | Cynthia Coull / Mark Rowson                                    | Tracy Wilson / Robert McCall                                   |
| 1986      | North Bay                                                      | Brian Orser                                                    | Tracey Wainman                                                 | Cynthia Coull / Mark Rowson                                    | Tracy Wilson / Robert McCall                                   |
| 1987      | Ottawa                                                         | Brian Orser                                                    | Elizabeth Manley                                               | Cynthia Coull / Mark Rowson                                    | Tracy Wilson / Robert McCall                                   |
| 1988      | Victoria                                                       | Brian Orser                                                    | Elizabeth Manley                                               | Christine Hough / Doug Ladret                                  | Tracy Wilson / Robert McCall                                   |
| 1989      | Chicoutimi                                                     | Kurt Browning                                                  | Karen Preston                                                  | Isabelle Brasseur / Lloyd Eisler                               | Karyn Garossino / Rod Garossino                                |
| 1990      | Grand Sudbury                                                  | Kurt Browning                                                  | Lisa Sargeant                                                  | Cindy Landry / Lyndon Johnson                                  | Jo-Anne Borlase / Martin Smith                                 |
| 1991      | Saskatoon                                                      | Kurt Browning                                                  | Josée Chouinard                                                | Isabelle Brasseur / Lloyd Eisler                               | Michelle McDonald / Martin Smith                               |
| 1992      | Moncton                                                        | Michael Slipchuk                                               | Karen Preston                                                  | Isabelle Brasseur / Lloyd Eisler                               | Jacqueline Petr / Mark Janoschak                               |
| 1993      | Hamilton                                                       | Kurt Browning                                                  | Josée Chouinard                                                | Isabelle Brasseur / Lloyd Eisler                               | Shae-Lynn Bourne / Victor Kraatz                               |
| 1994      | Edmonton                                                       | Elvis Stojko                                                   | Josée Chouinard                                                | Isabelle Brasseur / Lloyd Eisler                               | Shae-Lynn Bourne / Victor Kraatz                               |
| 1995      | Halifax                                                        | Sébastien Britten                                              | Netty Kim                                                      | Michelle Menzies / Jean-Michel Bombardier                      | Shae-Lynn Bourne / Victor Kraatz                               |
| 1996      | Ottawa                                                         | Elvis Stojko                                                   | Jennifer Robinson                                              | Michelle Menzies / Jean-Michel Bombardier                      | Shae-Lynn Bourne / Victor Kraatz                               |
| 1997      | Vancouver                                                      | Elvis Stojko                                                   | Susan Humphreys                                                | Marie-Claude Savard-Gagnon / Luc Bradet                        | Shae-Lynn Bourne / Victor Kraatz                               |
| 1998      | Hamilton                                                       | Elvis Stojko                                                   | Angela Derochie                                                | Kristy Sargeant / Kris Writz                                   | Shae-Lynn Bourne / Victor Kraatz                               |
| 1999      | Ottawa                                                         | Elvis Stojko                                                   | Jennifer Robinson                                              | Kristy Sargeant / Kris Writz                                   | Shae-Lynn Bourne / Victor Kraatz                               |
| 2000      | Calgary                                                        | Elvis Stojko                                                   | Jennifer Robinson                                              | Jamie Salé / David Pelletier                                   | Marie-France Dubreuil / Patrice Lauzon                         |
| 2001      | Winnipeg                                                       | Emanuel Sandhu                                                 | Jennifer Robinson                                              | Jamie Salé / David Pelletier                                   | Shae-Lynn Bourne / Victor Kraatz                               |
| 2002      | Hamilton                                                       | Elvis Stojko                                                   | Jennifer Robinson                                              | Jamie Salé / David Pelletier                                   | Shae-Lynn Bourne / Victor Kraatz                               |
| 2003      | Saskatoon                                                      | Emanuel Sandhu                                                 | Jennifer Robinson                                              | Jacinthe Larivière / Lenny Faustino                            | Shae-Lynn Bourne / Victor Kraatz                               |
| 2004      | Edmonton                                                       | Emanuel Sandhu                                                 | Cynthia Phaneuf                                                | Valérie Marcoux / Craig Buntin                                 | Marie-France Dubreuil / Patrice Lauzon                         |
| 2005      | London                                                         | Jeffrey Buttle                                                 | Joannie Rochette                                               | Valérie Marcoux / Craig Buntin                                 | Marie-France Dubreuil / Patrice Lauzon                         |
| 2006      | Ottawa                                                         | Jeffrey Buttle                                                 | Joannie Rochette                                               | Valérie Marcoux / Craig Buntin                                 | Marie-France Dubreuil / Patrice Lauzon                         |
| 2007      | Halifax                                                        | Jeffrey Buttle                                                 | Joannie Rochette                                               | Jessica Dubé / Bryce Davison                                   | Marie-France Dubreuil / Patrice Lauzon                         |
| 2008      | Vancouver                                                      | Patrick Chan                                                   | Joannie Rochette                                               | Anabelle Langlois / Cody Hay                                   | Tessa Virtue / Scott Moir                                      |
| 2009      | Saskatoon                                                      | Patrick Chan                                                   | Joannie Rochette                                               | Jessica Dubé / Bryce Davison                                   | Tessa Virtue / Scott Moir                                      |
| 2010      | London                                                         | Patrick Chan                                                   | Joannie Rochette                                               | Jessica Dubé / Bryce Davison                                   | Tessa Virtue / Scott Moir                                      |
| 2011      | Victoria                                                       | Patrick Chan                                                   | Cynthia Phaneuf                                                | Kirsten Moore-Towers / Dylan Moscovitch                        | Vanessa Crone / Paul Poirier                                   |
| 2012      | Moncton                                                        | Patrick Chan                                                   | Amélie Lacoste                                                 | Meagan Duhamel / Eric Radford                                  | Tessa Virtue / Scott Moir                                      |
| 2013      | Mississauga                                                    | Patrick Chan                                                   | Kaetlyn Osmond                                                 | Meagan Duhamel / Eric Radford                                  | Tessa Virtue / Scott Moir                                      |
| 2014      | Ottawa                                                         | Patrick Chan                                                   | Kaetlyn Osmond                                                 | Meagan Duhamel / Eric Radford                                  | Tessa Virtue / Scott Moir                                      |
| 2015      | Kingston                                                       | Nam Nguyen                                                     | Gabrielle Daleman                                              | Meagan Duhamel / Eric Radford                                  | Kaitlyn Weaver / Andrew Poje                                   |
| 2016      | Halifax                                                        | Patrick Chan                                                   | Alaine Chartrand                                               | Meagan Duhamel / Eric Radford                                  | Kaitlyn Weaver / Andrew Poje                                   |
| 2017      | Ottawa                                                         | Patrick Chan                                                   | Kaetlyn Osmond                                                 | Meagan Duhamel / Eric Radford                                  | Tessa Virtue / Scott Moir                                      |
| 2018      | Vancouver                                                      | Patrick Chan                                                   | Gabrielle Daleman                                              | Meagan Duhamel / Eric Radford                                  | Tessa Virtue / Scott Moir                                      |
| 2019      | Saint-Jean                                                     | Nam Nguyen                                                     | Alaine Chartrand                                               | Kirsten Moore-Towers / Michael Marinaro                        | Kaitlyn Weaver / Andrew Poje                                   |
| 2020      | Mississauga                                                    | Roman Sadovsky                                                 | Emily Bausback                                                 | Kirsten Moore-Towers / Michael Marinaro                        | Piper Gilles / Paul Poirier                                    |
| 2021      | Vancouver                                                      | Championnats annulés en raison de la pandémie de Covid-19      | Championnats annulés en raison de la pandémie de Covid-19      | Championnats annulés en raison de la pandémie de Covid-19      | Championnats annulés en raison de la pandémie de Covid-19      |
| 2022      | Ottawa                                                         | Keegan Messing                                                 | Madeline Schizas                                               | Kirsten Moore-Towers / Michael Marinaro                        | Piper Gilles / Paul Poirier                                    |
| 2023      | Oshawa                                                         | Keegan Messing                                                 | Madeline Schizas                                               | Deanna Stellato-Dudek / Maxime Deschamps                       | Laurence Fournier Beaudry / Nikolaj Sørensen                   |
| 2024      | Calgary                                                        | Wesley Chiu                                                    | Kaiya Ruiter                                                   | Deanna Stellato-Dudek / Maxime Deschamps                       | Piper Gilles / Paul Poirier                                    |
| 2025      | Laval                                                          | Roman Sadovsky                                                 | Madeline Schizas                                               | Deanna Stellato-Dudek / Maxime Deschamps                       | Piper Gilles / Paul Poirier                                    |

## Records
Les records sont ici pour les champions ayant été au moins 6 fois champion du Canada.
- Catégorie Messieurs :

| Patineurs         | Nombre de titres | Années                                                     |
| ----------------- | ---------------- | ---------------------------------------------------------- |
| Patrick Chan      | 10               | 2008, 2009, 2010, 2011, 2012, 2013, 2014, 2016, 2017, 2018 |
| Montgomery Wilson | 9                | 1929, 1930, 1931, 1932, 1933, 1934, 1935, 1938, 1939       |
| Brian Orser       | 8                | 1981, 1982, 1983, 1984, 1985, 1986, 1987, 1988             |
| Elvis Stojko      | 7                | 1994, 1996, 1997, 1998, 1999, 2000, 2002                   |
| Charles Snelling  | 6                | 1954, 1955, 1956, 1957, 1958, 1964                         |
| Toller Cranston   | 6                | 1971, 1972, 1973, 1974, 1975, 1976                         |

- Catégorie Dames :

| Patineuses              | Nombre de titres | Années                                               |
| ----------------------- | ---------------- | ---------------------------------------------------- |
| Constance Wilson-Samuel | 9                | 1924, 1927, 1929, 1930, 1931, 1932, 1933, 1934, 1935 |
| Jennifer Robinson       | 6                | 1996, 1999, 2000, 2001, 2002, 2003                   |
| Joannie Rochette        | 6                | 2005, 2006, 2007, 2008, 2009, 2010                   |

- Catégorie Couples :

| Patineurs                     | Nombre de titres | Années                                                                                         |
| ----------------------------- | ---------------- | ---------------------------------------------------------------------------------------------- |
| Meagan Duhamel / Eric Radford | 7                | 2012, 2013, 2014, 2015, 2016, 2017, 2018                                                       |
| Constance Wilson-Samuel       | 6                | Avec Errol Morson (1926) et Montgomery Wilson (1929, 1930, 1932, 1933, 1934)                   |
| Ralph McCreath                | 6                | Avec Veronica Clarke (1936, 1937, 1938), Norah McCarthy (1939, 1940) et Eleanor O'Meara (1941) |
| Lloyd Eisler                  | 6                | Avec Katherina Matousek (1984) et Isabelle Brasseur (1989, 1991, 1992, 1993, 1994)             |

- Catégorie Danse :

| Patineurs                        | Nombre de titres | Années                                                                             |
| -------------------------------- | ---------------- | ---------------------------------------------------------------------------------- |
| Shae-Lynn Bourne / Victor Kraatz | 10               | 1993, 1994, 1995, 1996, 1997, 1998, 1999, 2001, 2002, 2003                         |
| Robert McCall                    | 8                | Avec Marie McNeil(1981) et Tracy Wilson (1982, 1983, 1984, 1985, 1986, 1987, 1988) |
| Tessa Virtue / Scott Moir        | 8                | 2008, 2009, 2010, 2012, 2013, 2014, 2017, 2018                                     |
| William McLachlan                | 6                | Avec Geraldine Fenton (1957, 1958, 1959) et Virginia Thompson (1960, 1961, 1962)   |